# Augsburg Morellstraße
Augsburg Morellstraße – przystanek kolejowy w Augsburgu, w kraju związkowym Bawaria, w Niemczech. Znajduje się tu 1 peron.